# Fefe Dobson
Felicia Lily "Fefe" Dobson (Scarborough, Toronto, Ontario, 28 de febrero de 1985) es una cantante y compositora canadiense. 
A los once años comenzó a enviar demos grabados en una máquina casera de karaoke a cada discográfica de Norteamérica. A los trece años empezó a tocar el piano, con influencias que varían desde Nirvana y Red Hot Chili Peppers hasta Cyndi Lauper y Silverchair. Estuvo muy influenciada por los artistas favoritos de R&B y Disco de su madre, incluyendo Michael Jackson y Lionel Richie y luego por el amor de su hermana por Nirvana. Dobson ha dicho que sus principales influencias son John Lennon y Judy Garland, y que su mayor influencia mientras crecía era Michael Jackson: 

"Juro que era Michael Jackson. Luego descubrí que yo no era Michael Jackson y eso realmente rompió mi corazón".

Al mismo tiempo, como muchas chicas de trece años, fue a todos los conciertos de N Sync.
Antes de ser contratada, admitió que había sido estereotipada como una cantante de R&B o de Pop en lugar de una cantante de Rock debido a su raza, siendo comparada a menudo con Britney Spears y Brandy Norwood. 
A los catorce años empezó a escribir canciones y atrapó la atención de Jive Records un año después. A la discográfica le encantó su voz y la unieron con algunos productores, con la idea de convertirla en una estrella de pop. Pero Dobson se negó a la idea y dejó la discográfica. Después de esa experiencia, conoció a Jay Levine y firmó con el mánager de Nelly Furtado, Chris Smith. Smith arregló encuentros con varias discográficas. Randy Lennox presidente de Universal Music Canada mostró interés en ella y persuadió a Lyor Cohen dirigente de Island Def Jam y a Jeff Fenster para que viajaran a Toronto.
Los ejecutivos quedaron impresionados con ella y la contrataron.

## 2003-2006: Fefe Dobson y Sunday Love
Cuando estaba en el estudio de grabación, colgó imágenes de Kurt Cobain, Judy Garland, Coldplay, Jeff Buckley y The Vines para inspirarse y recordar a los artistas que la influenciaron. 
Su disco Fefe Dobson fue lanzado el 9 de diciembre de 2003 y vendió 307,000 copias en Estados Unidos. El disco debutó en el #1 de Heatseekers Albums Chart de Billboard. Se lanzaron cuatro sencillos del álbum: Bye Bye Boyfriend, Take Me Away, Everything y Don’t Go (Boys and Girls) y a todos se les realizaron videos musicales. Las canciones Everything y Unforgiven fueron utilizadas en la película The Perfect Score.
Durante el 2004 promovió su álbum debut apareciendo TRL y en diversas portadas de revistas y artículos. Apareció en la serie de NBC American Dreams, en la cual interpreta a Tina Turner y canta la canción “River Deep, Mountain High”. Fue telonera en la gira por Europa de Justin Timberlake, del cual ella estaba enamorada cuando tenía trece años. En julio de 2004 lanzó el sencillo Don’t Go (Girls and Boys), el cual fue utilizado en un comercial de Tommy Hilfiger protagonizado por ella. La canción “If You Walk Away” apareció en la banda sonora de la película “Educando a Helen” protagonizada por Kate Hudson.
Fue representante de la organización Got Milk?, su foto la muestra con un estilo de chica roquera, saltando con un micrófono.
Fefe lanzó “Truth Anthem” en la compilación Much Dance 2005. En abril de 2005 fue nominada en dos categorías a los premios Juno, Álbum Pop del Año y Artista Revelación del Año, ambas categorías fueron ganadas por Avril Lavigne. En el verano de 2005 Dobson estuvo en un anuncio de servicio público: Make Poverty History, el cual hace conciencia sobre los niños pobres a nivel mundial.
En 2006, regresa al estudio de grabación para agregar los toques finales a su segundo álbum, Sunday Love. Los músicos y escritores con los que colaboró incluyen a: Nina Gordon, Kay Hanley, John 5, Billy Steinberg, Matthew Wilder, Cyndi Lauper, Courtney Love, Joan Jett y a Tim Armstrong.
En febrero de 2006 Fefe cantó “O Canada” en All-Star Saturday Night, parte de las NBA All-Star Weekend 2006 en Houston, Texas. En la primavera de 2006 cantó en diferentes espectáculos a lo largo de Estados Unidos, y empezó a promover su disco Sunday Love con anticipación a su fecha de lanzamiento. El primer sencillo “Don’t Let It Go To Your Head” se lanzó en 2005 pero no entró en las listas de éxitos, el tema cuenta con un video musical. En 2006 se lanzó el segundo corte, “This Is My Life”, al igual que el primer sencillo no entró en los charts y no se le realizó un video.
El disco Sunday Love nunca fue lanzado porque Fefe fue excluida de Island Records días antes de que el disco fuera programado para salir. El álbum fue criticado favorablemente por las revistas Spin y Vibe. 
“Mis verdaderos admiradores lo tienen, así que eso es lo más importante”, dijo Dobson. “Al menos llegó a un poco de manos, y ahora es hora de hacer una grabación con mis propias condiciones.” “Fue triste” dijo Fefe. “Pero en lugar de sentarme y deprimirme y rogarle a la gente por la grabación, volví al estudio, conseguí gente que conocía, amigos y empecé de nuevo.”
Una canción del álbum nunca lanzado, “Be Strong”, apareció en la banda sonora de la película “It’s a Boy Girl Thing”.
El tema “Don’t Let It Go To Your Head” fue versionado por la banda noruega Lilyjets en su álbum “3rd Door”, también le hicieron un video oficial.
La música de “This Is My Life” fue usada por la banda de Taiwán S.H.E en su canción “I Love Trouble”, la cual aparece en el disco FM S.H.E y se volvió muy popular en Asia.

## 2007-2008: Escritura y período independiente
“Star All Over”, es una canción coescrita por Dobson, fue grabada por Miley Cyrus en su álbum de 2007 Hannah Montana2: Meet Miley Cyrus y aparece en el fondo la voz de Fefe. El tema fue lanzado como sencillo, alcanzando el número 57 en Billboard Pop 100. En una entrevista de 2009 Dobson dijo, “Escribí una canción y ella la cantó. Pero no la quería para mi disco, Simplemente no era la correcta para mí, y sentí que era mejor para alguien más y ella hizo un gran trabajo, me impresioné realmente, sonó genial. Estoy feliz de que ella lo hiciera y no yo.”
Después de que Fefe se separara de Island Records por las diferencias creativas decidió regresar a sus raíces y crear un nuevo álbum con sus condiciones. Dijo en una entrevista que se le realizó en 2007 que sus esfuerzos se estaban demostrando y que debía ver la luz del día más temprano que tarde.
“Don’t Let It Go To Your Head” fue versionado por Rockett Queen en su disco del año 2008 Kiss and Tell y por Jordin Sparks en su álbum Battlefield en 2009. Cuando salió el disco Battlefield Fefe dijo, “Jordin hizo esa canción, que estaba en Sunday Love, lo cual fue genial, ella hizo una versión más R&B, lo cual pienso que fue bueno. Fue mejor que no intentara hacer una versión roquera, ella la cantó en el género que más cómoda se sentía.”
La pista “As a Blonde” fue cantada por Selena Gomez & the Scene para su álbum debut Kiss & Tell.

## 2009-2010: Joy
El 11 de agosto de 2009 Fefe Dobson cantó dentro de una vitrina en el Mercury Lounge en New Cork. En una entrevista en la vitrina Dobson reflexionó, “Es casi como cuando un animal está en una jaula pequeña, pero cuando lo sueltas empieza a correr como loco. Así es como me siento cuando estoy en el escenario.”
A mitad de agosto indicó que le gustaría trabajar con Jack White de White Stripes/Raconteurs, también dijo que le encantaría escribir una canción para los Jonas Brothers.
El 27 de septiembre de 2009 cantó la canción “I Want You” en el final de la segunda temporada de The Next Star.
Participó en el sencillo benéfico “Wavin’ Flag” junto a otros artistas canadienses como: Avril Lavigne, LIGHTS, Justin Bieber, Deryck Whibley y Nelly Furtado.
Fefe cantó los temas “I Want You” y “Watch Me Move” en la ceremonia de apertura de los Juegos Paralímpicos de Invierno 2010.
Dobson tuvo participación en la carrera de Selena Gomez & the Scene. En su álbum debut, Kiss & Tell, Fefe permitió que Selena y su banda grabaran el tema “As a Blonde”, en la misma Dobson cantó los coros. Luego ayudó a escribir el sencillo líder “Round & Round” del segundo disco “A Year Without Rain” junto a Kevin Rudolf y otros.

## Discografía

### FeFe Dobson
Su álbum de debut salió el 9 de diciembre de 2003 editado por Island Records. El álbum llegó al n.º 67 de las listas. La Canción "Rock It, Till You Drop It" la cantó con Tone Loc. El single "Everything" se encontraba en los listas del Reino Unido más allá del 42.

### Sunday Love
Su segundo álbum salió el 7 de febrero de 2006. Su primer single se llama Don't Let It Go To Your Head que salió ya en julio de 2005 y se escuchaba en las radios de EE. UU. y su videoclip es emitido en la televisión desde octubre de ese mismo año.

### Singles
| Año  | Título                       | EE. UU. |
| ---- | ---------------------------- | ------- |
| 2003 | Bye Bye Boyfriend            | -       |
| 2003 | Take Me Away                 | 87      |
| 2004 | Everything                   | -       |
| 2004 | Don't Go (Girls And Boys)    | -       |
| 2005 | Don't Let It Go To Your Head | -       |